# Ferentino
Ferentino es una ciudad de la provincia de Frosinone, región del Lacio (Italia). Tiene 20 569 habitantes.

## Demografía
| Gráfica de evolución demográfica de Ferentino entre 1861 y 2001 |
|                                                                 |
| Fuente ISTAT - elaboración gráfica de Wikipedia                 |

## Ciudades hermanadas
- San Severino Marche (Italia)
- Ekaterimburgo (Rusia)
- Rockford (Illinois) (Estados Unidos)